# ۸۱۱ (قمری)
۸۱۱ (قمری)، هشتصد و یازدهمین سال در گاهشماری هجری قمری است. اول محرم این سال برابر با پنجم ژوئن سال ۱۴۰۸ میلادی است.

## وابسته
- ابن حجر عسقلانی